# Итальянско-польские отношения
Итальянско-польские отношения — двусторонние международные отношения между Италией и Польшей.

## История

### XIX век
В Наполеоновский период многие польские солдаты, офицеры и добровольцы эмигрировали, особенно в Италию и Францию. Они сформировали Польские легионы, считавшиеся польской армией в изгнании, под французским командованием. Среди польских командиров были Ян Генрик Домбровский, Юзеф Выбицкий и Антони Амилкар Косиньский. Именно тогда Юзефом Выбицким был создан будущий польский государственный гимн Мазурка Домбровского, в котором были слова, обещающие «возвращение польской армии из Италии в Польшу».
Легион Мицкевича был воинской частью, сформированной в 1848 году в Риме одним из самых выдающихся польских поэтов Адамом Мицкевичем для участия в освобождении Италии после провала Великопольского восстания 1848 года.
Легион Гарибальди был отрядом итальянских добровольцев, которые сражались за независимость Польши во время Январского восстания 1863 года. Отряд был назван в честь итальянского революционера и националиста Джузеппе Гарибальди.

### XX век
В 1918 году Италия стала первой страной в Европе, признавшей суверенитет Польши. Гимн Италии (Il Canto degli Italiani) и гимн Польши (Мазурка Домброского) содержат взаимные исторические ссылки, что является исключительным случаем в истории национальных гимнов в мире.
Польский II корпус участвовал в Итальянской кампании на стороне антигитлеровской коалиции. Погибло 11 379 человек, многие из них похоронены на польском военном кладбище в Монте-Кассино или в Казамассиме. Тем временем, несмотря на незначительные контакты между итальянцами и поляками на протяжении всей войны, итальянская армия считалась одной из самых добрых по отношению к полякам и никогда не обращалась с поляками так жестоко, как немцы. Группа итальянских солдат даже отказалась от продолжения боевых действий, что привело к массовым казням итальянских солдат в Польше. Это событие стало символом крепкой итальянско-польской дружбы.
В 1978 году поляк Кароль Войтыла был избран католическим папой, первым неитальянским папой с XVI века.

## Дипломатические отношения
Дипломатические отношения между Польшей и Италией были установлены 27 февраля 1919 года.
Посольство Италии расположено в столице Польши — Варшаве. Кроме того, на территории Польши действуют Почётные консульства Италии, в том числе в городах Вроцлав, Краков, Познань, Щецин, а также консульские представители в городах Бельско-Бяла, Зелёна-Гура и Замосць.
Посольство Польши в Италии находится в Риме. Помимо посольства, консульские функции на территории Италии выполняет Генеральное консульство Польши в Милане.

## Международное сотрудничество
Оба государства являются полноправными членами Европейского союза, Совета Европы, Организации экономического сотрудничества и развития и НАТО, что обуславливает главные направления международного сотрудничества.

## Экономические отношения
Польша и Италия являются торговыми партнерами на протяжении десятилетий. В 2018 году Италия была пятым по величине торговым партнером Польши. Объём взаимного товарооборота составил 21,492 млрд евро, польского экспорта — 10,160 млрд евро, импорта — 11,331 млрд евро. На Италию приходится 4,6 % всего польского экспорта и 5,0 % импорта.
Польша экспортирует на итальянский рынок легковые автомобили, автомобильные запчасти и аксессуары, электронику, табачные изделия, продукты питания. Экспорт Италии в Польшу состоит из автомобильных запчастей и аксессуаров, грузовых автомобилей, лекарственных средств, трубопроката (все данные приведены на 2018 год).
В список крупнейших итальянских инвесторов в Польше входят: AgustaWestland (производитель вертолетов), Bacardi (производитель алкогольной продукции), Fiat Chrysler Automobiles (автопроизводитель), Brembo (производитель тормозных систем), Ferrero (производитель кондитерских изделий), Indesit (производитель бытовой техники), Marcegaglia (металлообработка) и ряд других компаний.

## Культурное сотрудничество
Культурное сотрудничество между странами основано на «Соглашении между Правительством Республики Польша и Правительством Итальянской Республики о сотрудничестве в области культуры и образования» (2005 г.).
В обеих странах действуют научно-культурные институты (Польский институт в Риме, Итальянский институт культуры в Варшаве, Итальянский институт культуры в Кракове); языковые и культурные центры — польские в Италии, итальянские — в Польше; реализуются многочисленные культурные проекты, в том числе при поддержке ЕС.